# Theatre Europe
Theatre Europe è un videogioco strategico a turni, con sequenze sparatutto opzionali, pubblicato a partire dal 1985 per gli home computer Amstrad CPC, Apple II, Atari 8-bit, Commodore 64, Tatung Einstein e ZX Spectrum. Venne sviluppato e pubblicato in Europa principalmente dalla Personal Software Services (PSS), mentre le edizioni nordamericane vennero pubblicate dalla Datasoft. Rappresenta un'ipotetica guerra, potenzialmente anche nucleare, tra NATO e Patto di Varsavia nell'Europa continentale.
Il Gruppo Editoriale Jackson pubblicò in licenza una versione per Commodore 64 con testo in italiano, con il titolo a video Teatro Europa, nelle collane da edicola Jackson Soft.
Nel 1989 vennero annunciate conversioni di Theatre Europe per i computer a 16 bit, pubblicate lo stesso anno con nuove funzionalità e con il titolo Conflict: Europe per Amiga, Atari ST e MS-DOS sempre dalla PSS, nel frattempo acquisita dalla Mirrorsoft.

## Modalità di gioco
Il giocatore può controllare la NATO oppure il Patto di Varsavia e può selezionare fra tre livelli di difficoltà, che influenzano in particolare l'attitudine del computer a usare armi di distruzione di massa. Nelle versioni Amstrad CPC e ZX Spectrum è possibile anche la partita a due giocatori, che controllano una fazione ciascuno, nonché la partita dimostrativa computer contro computer. Lo scenario è sempre lo stesso e rappresenta i primi trenta giorni di guerra, con le forze di entrambi gli schieramenti inizialmente concentrate soprattutto nella zona del confine tra Germania Ovest e Germania Est. L'obiettivo del Patto di Varsavia, che inizia in superiorità numerica, è conquistare la Germania Ovest, mentre quello della NATO è impedirlo. In entrambi i casi però si deve anche evitare un eccessivo uso di armi nucleari, che può portare l'umanità sull'orlo dell'estinzione e terminare la partita con la sconfitta; in molte versioni a fine partita si ottiene anche un punteggio percentuale, che è influenzato negativamente dalle devastazioni causate.
La schermata di gioco principale mostra la mappa della parte centrale dell'Europa (dal Baltico meridionale all'Italia settentrionale, dalla Spagna nordorientale alla Russia europea), con indicazione dei confini nazionali, delle capitali e delle zone più montagnose. Le unità sono rappresentate da semplici segnalini tutti uguali con il colore del proprio schieramento. Sono presenti anche alcune unità di paesi neutrali che è possibile attaccare. Le unità si muovono su una griglia invisibile a caselle quadrate e ogni casella ne può ospitare solo una alla volta. Il giocatore seleziona le unità con un cursore per vederne la composizione e per dare gli ordini.
Ogni unità rappresenta un'armata di terra con supporto aereo ed è caratterizzata da tre valori nel raggio 0-9, che indicano la forza dell'esercito, dell'aviazione e dei rifornimenti (le ultime due non sono visualizzabili per le unità avversarie). Solo il Patto di Varsavia possiede anche due unità speciali: una anfibia che può attraversare il mare e una aviotrasportata che può essere mossa una sola volta a grandi distanze, anche dietro le linee nemiche.
Un turno di gioco corrisponde a due giorni e si suddivide in una serie di fasi; prima si svolgono tutte le fasi di uno schieramento e poi tutte quelle dell'altro. Le fasi sono:
1. Movimento: normalmente ogni unità si può muovere sulla terra di una casella per turno. Attraversare le montagne richiede due turni.
2. Attacco: ogni unità può attaccare una unità nemica adiacente per turno. In questa fase si selezionano solo gli obiettivi; i combattimenti avvengono tutti insieme successivamente.
3. Gioco d'azione: se abilitata, si gioca una sequenza sparatutto la cui buona o cattiva riuscita influenza i risultati di tutte le battaglie del turno. Se non abilitata, i risultati vengono puramente calcolati dal computer.
4. Rinforzo: a ogni turno si dispone di una certa quantità di punti per ricaricare ciascuno dei tre valori delle proprie unità, da distribuire tra le stesse come si vuole. Le quantità di rinforzi sono predeterminate per ogni schieramento e per ogni turno e sono elencate in una tabella nel manuale.
5. Fase aerea: ogni schieramento ha anche una quantità di forze aeree strategiche non rappresentate sulla mappa, che in questa fase possono essere distribuite tra varie missioni o lasciate in riserva. Ad esempio si può bombardare una specifica unità, disturbare i rifornimenti nemici, o fare ricognizione per conoscere i valori delle unità nemiche.
6. Missioni speciali: qui si controlla l'eventuale uso di armi chimiche e nucleari strategiche.

I giochi d'azione si possono attivare o meno all'inizio della partita. Dopo le fasi di attacco si deve scegliere una sola delle battaglie in corso, a cui prendere parte; a seconda di quanto si giocherà bene, si otterranno bonus o malus per tutte le battaglie in corso. L'azione avviene su una schermata fissa in prima persona, con sfondo variabile, dove passano carri armati, aerei ed elicotteri nemici. Il giocatore utilizza un mirino per abbattere più nemici possibile; ogni colpo impiega un po' di tempo per arrivare a destinazione, e segue i movimenti del mirino anche dopo essere stato sparato. A distanza più ravvicinata passano anche veicoli amici che nel frattempo combattono e bisogna evitare di colpirli per errore.
Le missioni speciali vanno usate con cautela perché le rappresaglie possono degenerare nella mutua distruzione che porta alla sconfitta. I gas chimici possono colpire una capitale, mentre le atomiche possono colpire una capitale o una unità, essere lanciate in massa su tutti gli obiettivi (mossa sempre suicida), o essere impostate per replicare automaticamente agli analoghi attacchi nemici. I messaggi sulle missioni speciali vengono mostrati simulando una telescrivente. La nuclearizzazione delle città viene mostrata anche con sequenze grafiche.
L'attivazione delle armi nucleari richiede la digitazione di un codice che nelle prime edizioni del gioco non era fornito dal manuale, ma per ottenerlo il giocatore poteva fare una vera chiamata a un apposito numero di telefono, attivo a orario continuato; un messaggio automatico avrebbe risposto e rivelato il codice. Il messaggio spiegava anche le terribili conseguenze che la scelta avrebbe nella realtà.

## Colonna sonora
Le versioni Atari 8-bit e Commodore 64 hanno una musica introduttiva basata sulla canzone pacifista Give Peace a Chance. Non è presente altrimenti un accompagnamento musicale durante la partita o nelle altre versioni.

## Accoglienza
Theatre Europe ricevette di solito valutazioni positive dalla critica contemporanea, tra cui una "medaglia d'oro" di gioco del mese da Zzap!64. Spesso veniva descritto come un wargame relativamente semplice, ma che rappresentava efficacemente una terribile possibilità di conflitto reale che a quei tempi era ancora molto sentita. Tra i pochi giudizi negativi c'è quello di Computer Gaming World (dato due anni dopo), soprattutto per le sequenze d'azione e il design semplicistico.
Theatre Europe vinse il premio per "miglior gioco strategico del 1985" ai Golden Joystick Awards.
Gary Mays, confondatore della PSS, sostenne in un'intervista che Theatre Europe era stato accusato di "cattivo gusto" dalla Campagna per il disarmo nucleare per via della devastazione atomica. Mays controbatté che il gioco è una simulazione basata su dati reali e la PSS lo riteneva purtroppo uno scenario plausibile, e che nel gioco l'olocausto nucleare appare come una scelta tragica, peggiore che perdere la guerra convenzionale.